# Хаски

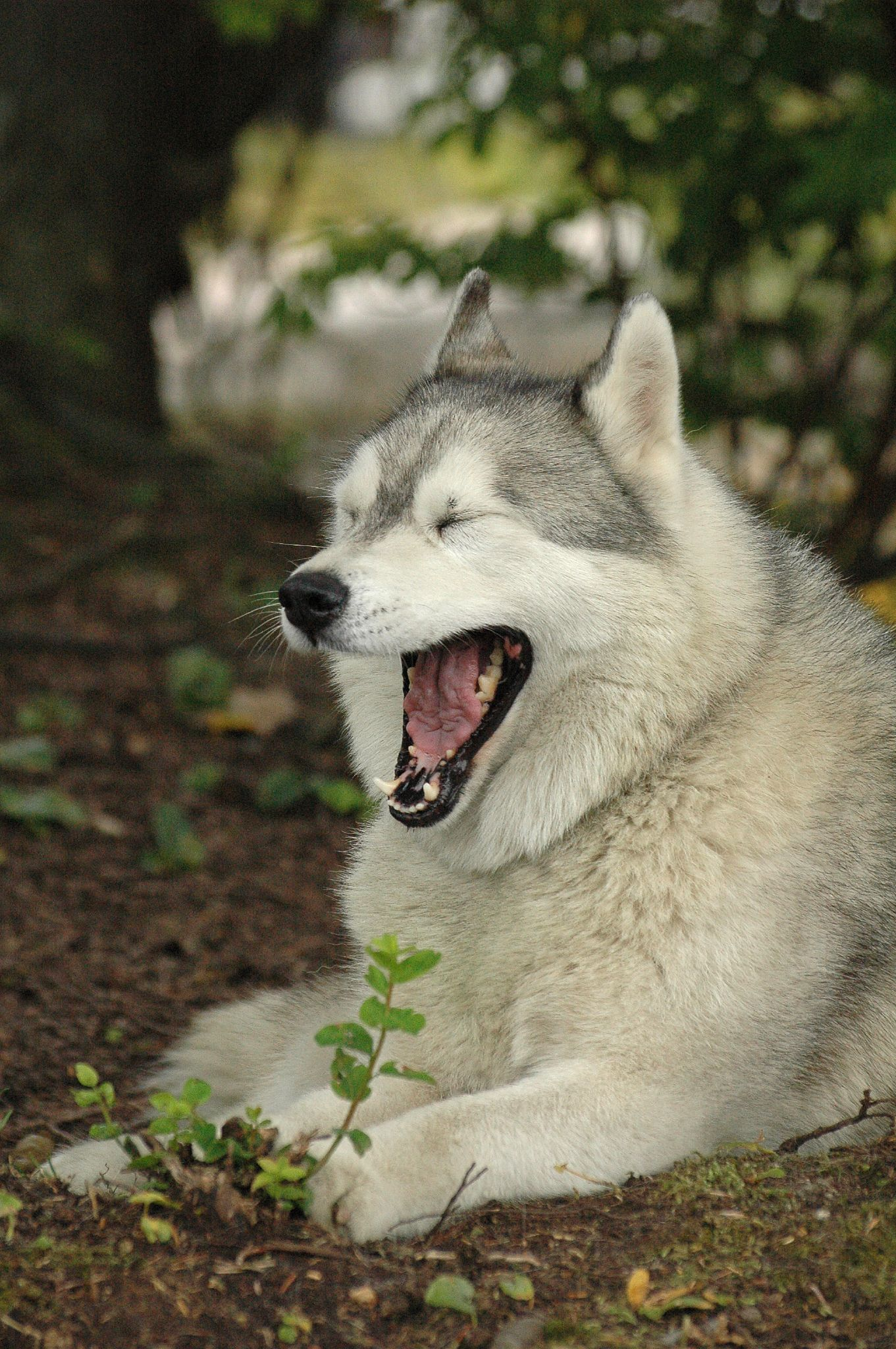
Хаски [http://ingrus.net/husky/details/50165

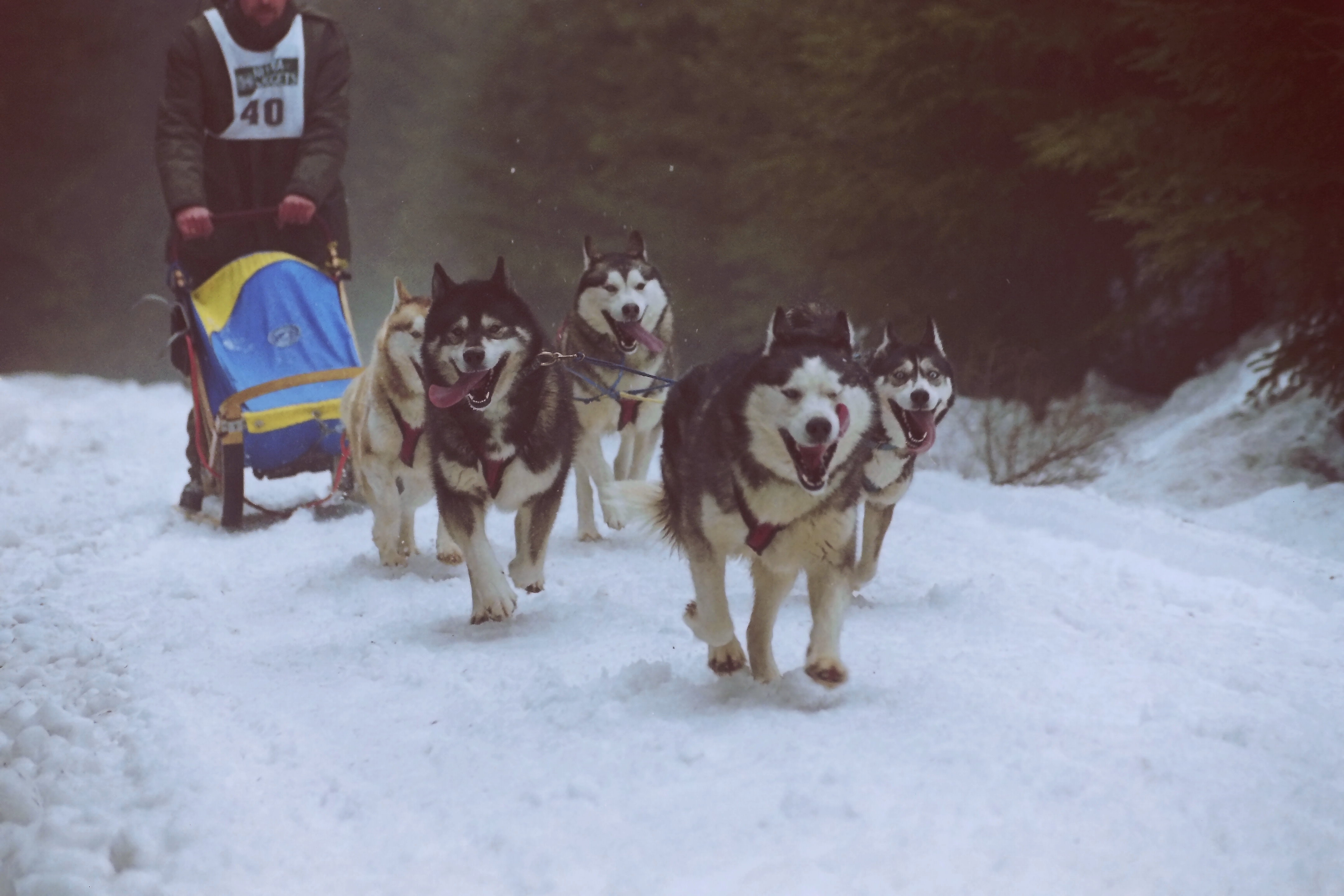
Упряжка ездовых хаски

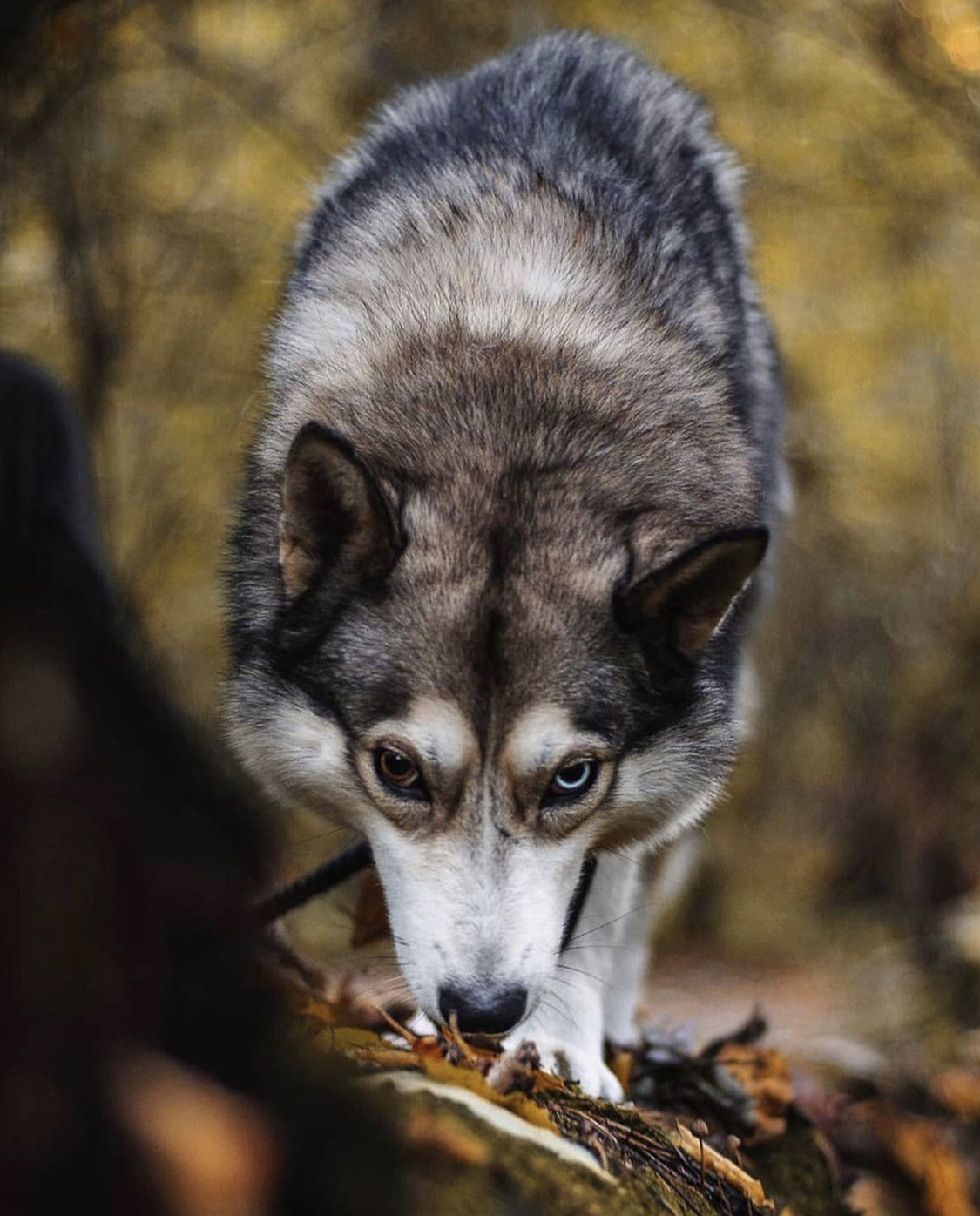

Ха́ски (англ. Husky) — общее название для нескольких пород ездовых собак, выведенных в северных регионах, которые отличаются манерой быстро тянуть упряжку. Они представляют собой постоянно меняющуюся помесь из самых быстрых собак. Аляскинский маламут, напротив, является самой крупной и самой мощной ездовой собакой, и использовался для более тяжёлых нагрузок. Хотя доставка грузов и людей при помощи собачьих упряжек во многом ушла в историю, в последние годы многие компании предлагают туристам прокатиться на собачьих упряжках в заснеженных регионах. Хаски сегодня содержат как домашних животных.

## Этимология
Словом husky изначально назвали эскимосов (или инуитов), «…известных как хаски, сокращение от хаскимос — так произносили слово „эскимос“ английские моряки торговых судов» («…known as Huskies, a contraction of Huskimos, the pronunciation given to the word „Eskimos“ by the English sailors of trading vessels.»). Использование слова хаски применительно к собакам впервые отмечено в 1852 году для собак, которых содержали инуиты.

## Происхождение
Почти вся генетическая близость собак с серым волком связана с примесью. Однако некоторые арктические породы также проявляют генетическую близость с ныне вымершим таймырским волком из Северной Азии из-за примеси: сибирский хаски и гренландская собака (которая также исторически связана с арктическими популяциями человека), и в меньшей степени шарпей и финский шпиц. Предками хаски были сибирские ездовые лайки, которые, по одной из версий, были выведены на Чукотке и завезены в Северную Америку. Здесь они слились с местной популяцией ездовых собак и образовали новую породу. График смешения гренландской собаки показывает оптимальный вариант в 3,5 % общий материал; однако пропорция предков колебались в пределах от 1,4 % до 27,3 %, что согласуется с данными и указывает на смесь между таймырским волком и предками этих четырёх высокоширотных пород.
Такая интрогрессия могла обеспечить первым собакам, живущим в высоких широтах, фенотипические вариации, полезные для адаптации к новой и сложной обстановке, внося весомый вклад в развитие хаски. Это также указывает на то, что предки нынешних пород происходят из более чем одного региона.

## Характеристики
Хаски — энергичны и спортивны. Они обычно имеют толстую двойную шерсть, которая может быть серой, чёрной, медно-красной, или белой. Такая шерсть защищает в морозную погоду от переохлаждения. Их глаза обычно светло-голубые, хотя они могут также быть коричневыми, синими, жёлтыми, или гетерохромными. Хаски более склонны к увеиту, чем большинство других пород.
Вес и рост этой породы зависит от подвида, но в среднем их рост достигает 50-60 см, а вес — 20-35кг.
По стандарту хаски относятся к группе шпицев и примитивных пород собак, в частности, они определяются как ездовые собаки. Это довольно крупные, пропорционально сложенные собаки.

## Породы

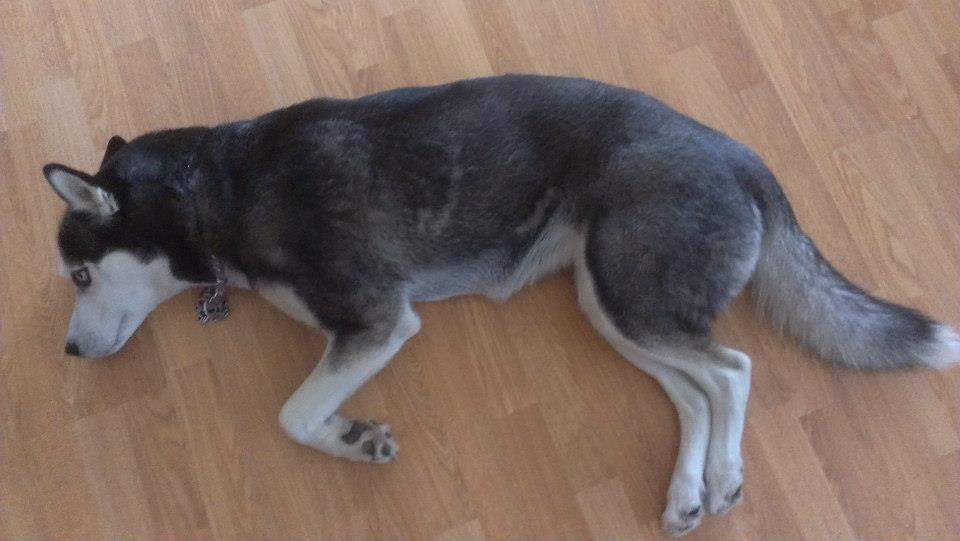
Хаски отдыхает

Хаски были выведены коренными народами Арктики.
Примеры этих пород в современную эпоху были выборочно разведены и зарегистрированы в различных кинологических клубах как современные чистокровные породы, в том числе сибирских хаски и лабрадор хаски. Сахалинский хаски — японская ездовая собака, связанная с японским шпицем и Акита-ину.
Аляскинский хаски — это разновидность ездовых собак, появившихся на Аляске (а не в Сибири и других районах Арктики), а Маккензи-ривер-хаски — это подтип, относящийся к разным собачьим популяциям в Арктике и субарктических регионах Аляски и Канады.
К другим породам хаски относятся гренландская собака, самоед.

## Альтернативная деятельность
Так как многие владельцы теперь имеют собак-хаски в качестве домашних животных в условиях, которые не идеальны для катания на санках, были найдены другие виды деятельности, которые хороши для собаки и приносят удовольствие владельцу.
- Скай-джоринг — это альтернатива упряжке, но в основном используется в схожих условиях на санках, за исключением того, что владельцу (лыжнику по пересеченной местности) не нужна полная свора для участия[прояснить].
- Пеший туризм с собакой — альтернатива для владельцев, которые живут ближе к лесным тропам. Хозяин путешествует со своими собаками вдоль тропы по дикой местности. Эта деятельность позволяет владельцу и собаке упражняться без использования сильного чувства вытягивания. Некоторые компании делают походное снаряжение специально для собак, в которых они могут носить свое снаряжение, включая воду, пищу и миски для каждой.
- Картинг — это городская альтернатива езде на собачьих упряжках. Здесь собака может тянуть телегу, которая содержит товары или человека. Эти тележки можно купить или сделать самому.
- Байк-джоринг — разновидность ездового спорта, в котором собачья упряжка запрягается в велосипед. Собака или группа собак может быть прикреплены буксирным тросом, чтобы также тянуть велосипедиста.
- Каникросс — дисциплина ездового спорта, в которой собака тянет за собой бегущего спортсмена[1] Шнур, соединяющий собаку со спортсменом, прикрепляется к поясному ремню спортсмена[2]. Для новичков является самой простой дисциплиной, так как для начала занятий требуется минимум экипировки[3].

Для удобства тренировок, повышения их эффективности и снижения вероятности травмирования обоих участников забега применяется следующее снаряжение:
специальный пояс для каникросса, который крепится на бёдрах и защищает спину от нагрузок;
ездовая шлейка, которая с одной стороны не будет сковывать движения собаки, а с другой достаточно крепка, чтобы собака могла тянуть спортсмена по трассе;
потяг — специальный шнур длиной 2,5 метра с амортизатором на конце, который с помощью карабинов соединяет пояс бегуна и шлейку собаки.
Как и в любом спорте, тренировочный процесс в каникроссе строится на систематических занятиях с постепенным увеличением нагрузок и на умелом чередовании беговых и дисциплинарных тренировок[4].

## Хаски в популярной культуре
Фраза three dog night, то есть когда так холодно, что вам потребуется три собаки в постели, чтобы согреться, возникла у чукчей из Сибири, которые держали сибирских хаски.
Хаски являются талисманами нескольких высших учебных заведений в США, включая Баптистский университет Хьюстона, Вашингтонский университет, в Университете штата Коннектикут, Блумсбергский университета Пенсильвании, Северо-Восточный университет, Мичиганский технологический университет, Университет Северного Иллинойса, Сент-Клаудский государственный университет, Университет Южного Мэна, и Университет округа Висконсин-Марафон. Они также являются талисманами Университета святой Марии (Галифакс), Колледжа Джорджа Браун (Торонто), и Университета Саскачевана в Канаде.
Во время Второй мировой войны вторжение союзников на Сицилию в 1943 году было названо «Операция Хаски».
Хаски снялись в нескольких кинокартинах, в частности в контексте санных упряжек, в том числе «Балто», «Железная Воля», «Снежные псы» и «Белый плен».
Считается, что сага «Сумерки», в которой фигурируют оборотни, и ТВ-шоу «Игра престолов», в котором в основном участвовали «Ужасные волки» в течение первого сезона, вызвали всплеск популярности пород хаски; однако, благотворительные организации, помогающие животным, также наблюдали массовый рост числа владельцев, отказавшихся от этих собак из-за особенностей содержания.
В телесериале «Строго на юг» наполовину хаски — наполовину волк по имени «Дифенбейкер» был питомцем главного героя.
Одна из композиций группы «OTTA orchestra» называется «Хаски».